# شبکه العهد
شبکهٔ العهد (به زبان عربی: قناة العهد) یک شبکه پخش تلویزیونی و ماهواره ای عمومی در عراق است که پس از سال ۲۰۰۹ راه اندازی شد. زبان این یک شبکه عربی است که بیش از ۸۵ درصد از جمعیت عراق را پوشش می‌دهد. تلویزیون العهد کانال تلویزیونی و شاخهٔ رسانه‌ای عصائب اهل حق است. ادعا می‌شود بودجه و آموزش این گروه توسط نیروی قدس ایران انجام صورت می‌گیرد.

## برنامه‌ها
- (رادار)
- (کلام وجیح)
- (زیارا مفجئة)
- (بورج موراقبا)
- (جئو ساسی)
- (مشاری مواتالا)
- (دواعش التاریخ)
- (منبر الحاشد)
- (مدا لائو)
- (سلامتک)
- (باناروما العهد)
- (ابواب مطهره)
- (حکایا)
- (صباحکم عراقی)
- (صوتک مسموع)
- (آلسا آلاخبریا)
- (وقت مستقطع)
- (بتوقیت بغداد)